# Зелёнки (гмина)
Зелёнки (пол. Zielonki) — сельская гмина (волость) в Польше, входит как административная единица в Краковский повет, Малопольское воеводство. Административным центром гмины является одноимённое село.
Население — 15 408 человек (на 2004 год).

## Демография
| Перепись                       | Всего   | Всего | Женщины | Женщины | Мужчины | Мужчины |
| ------------------------------ | ------- | ----- | ------- | ------- | ------- | ------- |
| Единицы                        | человек | %     | человек | %       | человек | %       |
| Население                      | 15 408  | 100   | 7869    | 51,1    | 7539    | 48,9    |
| Плотность населения (чел./км²) | 318,3   | 318,3 | 162,6   | 162,6   | 155,8   | 155,8   |

## Сельские округа
1. Батовице
2. Бибице
3. Босутув
4. Бжозувка
5. Дзекановице
6. Гарлица-Духовна
7. Гарлица-Мурована
8. Гарличка
9. Грембынице
10. Янушовице
11. Кожкев
12. Оседле-Локетка
13. Овчары
14. Пенковице
15. Пшибыславице
16. Трояновице
17. Венгжце
18. Воля-Захаряшовска
19. Зелёнки

## Соседние гмины
1. Гмина Ивановице
2. Краков
3. Гмина Михаловице
4. Гмина Скала
5. Гмина Велька-Весь